# Kostel svatého Mikuláše (Orasice)
Kostel svatého Mikuláše v Orasicích je barokní sakrální stavbou, která je součástí areálu hřbitova, obehnaného kamennou zdí s barokní branou, kaplí a márnicí. Areál je umístěn na návrší nad obcí. Kostel je chráněn jako kulturní památka České republiky.

## Historie
Místní kostel je poprvé písemně zmiňován v roce 1356. Byl umístěn na kopci nad vsí. Tuto původní stavbu nahradil zřejmě v roce 1725 (dle data na klenáku hlavního portálu) barokní kostel postavený zřejmě podle plánů litoměřického stavitele Octavia Broggia.

## Architektura

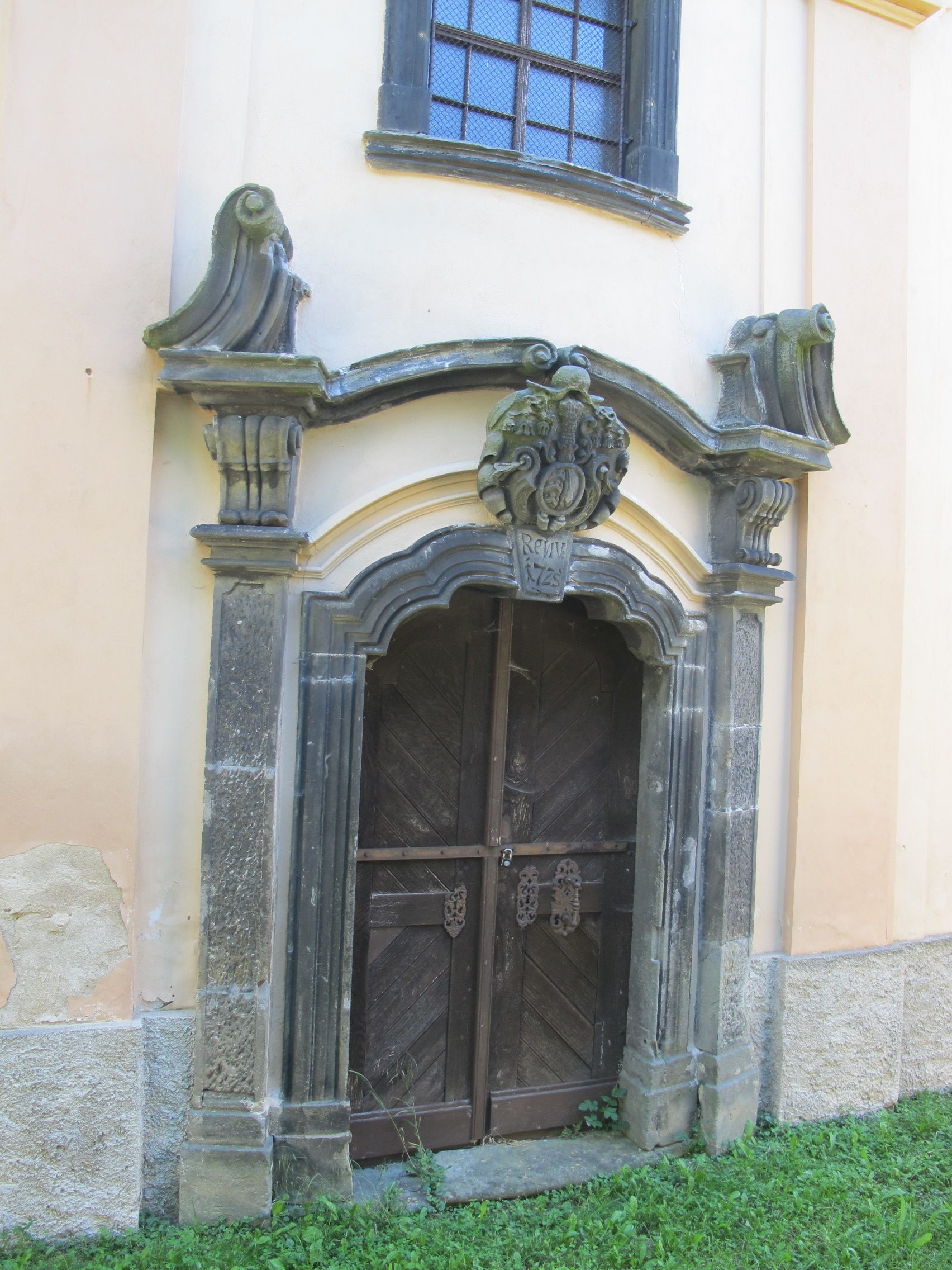
Portál orasického kostela

### Exteriér
Kostel je barokní, jednolodní a obdélný. Má užší obdélný presbytář a obdélnou sakristii po severní straně. Po jižní straně západního průčelí je hranolová věž. Západní průčelí je s konvexně prohnutou střední částí a vyžlabenými nárožími členěno pilastry a vpadlými poli a ukončeno obdélným štítem s nikou. V nice se nachází socha sv. Mikuláše. Průčelí má křídlaté zdi a trojúhelníkový nástavec. V ose je obdélný portál s kartuší a nápisem RENOV. 1725 na klenáku. Hranolová věž je dvoupatrová. Má vyžlabená nároží, pilastry a obdélná okna. Boční fasády a sakristie jsou členěny lizénovými rámci se zapuštěnými pilastry a obdélnými okny. Kouty mezi lodí a presbytářem jsou konkávní. Východní fasáda je s lizénovým rámem a nárožními pilastry. V ose má obdélné okno a portálek. Před portálkem je dvouramenné schodiště s plným zábradlím a kamennými koulemi.

### Interiér
Presbytář má valenou klenbu se stýkajícími se lunetami. Za oltářem ve východní stěně je obdélný portál. Triumfální oblouk je polokruhový. Dlouhá obdélná loď je kryta dřevěným stropem s nástěnnými malbami. Na čtyřech velkých středních polích je vymalováno Zvěstování Panně Marii a tři výjevy z legendy o sv. Mikuláši. Na menších polích jsou ornamentální andílčí postavy a drobné výjevy z legendy o sv. Mikuláši. Nacházejí se zde nápisy: 1705, Renov. AD MDCCV, MCIII. Část maleb pochází z roku 1705, část z období kolem poloviny 18. století. Všechny malby byly restaurovány v roce 1903 a po letech zanedbávání opět roku 2016. Kruchta je dřevěná. Ve čtyřech polích poprsnice kruchty jsou barokní obrazy církevních Otců. V kartuši uprostřed je malovaný znak.

### Vybavení
Hlavní oltář s obrazem sv. Mikuláše je pseudobarokní. Pochází z 19. století a má barokní tabernákl a rokokové andílky. Boční oltář má barokní renovovaný obraz Zmrtvýchvstání a rokokovou zasklenou skříňku (svatyňku) s andílčími hlavičkami. Kazatelna je barokní z poloviny 18. století s pseudobarokními doplňky. V kostele se nachází osm barokních obrazů světců: sv. Zikmunda, sv. Václava, sv. Víta, sv. Vojtěcha, sv. Prokopa, sv. Ludmily, sv. Rocha a sv. Isidora. Dále jsou zde barokní obrazy Svaté rodiny, sv. Jana Nepomuckého a Čtrnácti svatých pomocníků. Obraz Kamenování sv. Štěpána s donátorem pochází z počátku 17. století. Pískovcová křtitelnice je gotická.

## Okolí

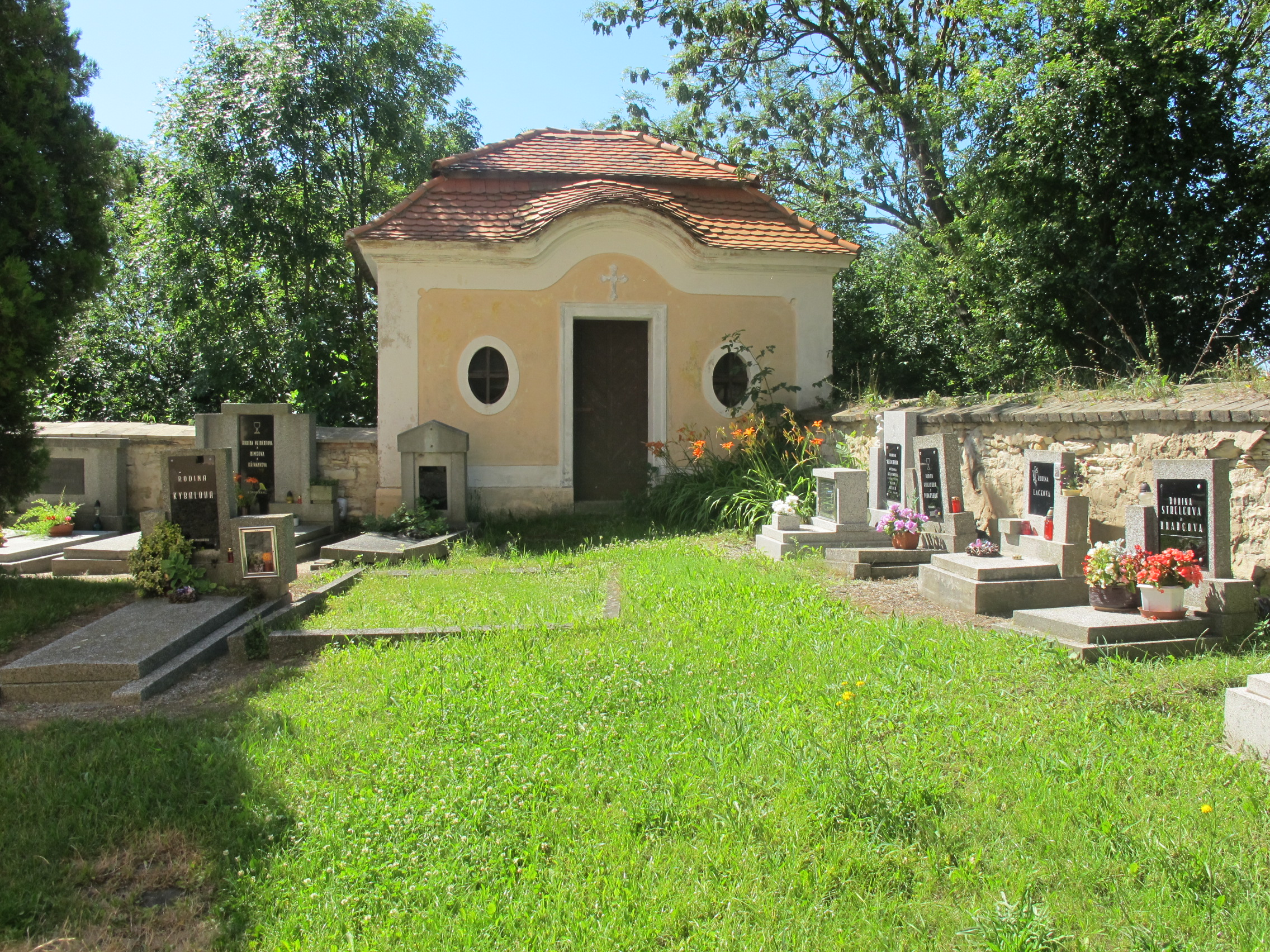
Márnice na hřbitově v Orasicích

Kolem kostela je hřbitov, obehnaný kamennou zdí, kterou na východě prolamuje rustikální barokní brána, ke které vede kamenné schodiště. Brána je ukončena trojúhelníkovým štítem s postranními volutami. Vstup je polokruhově zakončený se zkoseným ostěním. Je na něm vyryto Prokopus Ao 17(73?). Do zdi hřbitova jsou vloženy v jihozápadním a severovýchodním rohu kaple a márnice. Márnice na hřbitově je barokní, obdélná a přízemní. Má mansardovou střechu. Na jejím průčelí se nachází lizénový rámec, který je obloukem zdvižený v ose nad obdélným portálem. Po jeho stranách jsou dvě oválná okna.
V obci je socha sv. Václava z roku 1719. Za obcí se nachází barokní kamenná Pieta a kamenný kříž s železným korpusem z 19. století.